# Magyar Kupa 2014-2015
La Magyar Kupa 2014-2015 è stata la 75ª edizione della coppa nazionale ungherese, che si è disputata tra il 7 agosto 2014 e il 20 maggio 2015. Il Ferencváros ha vinto il trofeo per la ventunesima volta nella sua storia.

## Formula
Alla competizione partecipano le squadre dei primi quattro livelli calcistici ungheresi. In tutti i turni gli incontri sono a gara unica, eccetto che per quarti di finale e semifinali in cui gli incontri sono con andata e ritorno. Tutte e 128 le squadre ammesse al torneo entrano in gioco al primo turno.

## Primo turno
I sorteggi per il primo turno si sono tenuti il 14 luglio 2014.
| Squadra 1                 | Risultato       | Squadra 2                     |
| ------------------------- | --------------- | ----------------------------- |
| 7 agosto 2014             |                 |                               |
| Újbuda                    | 1 – 2           | Zalaegerszeg                  |
| 9 agosto 2014             |                 |                               |
| Ónod SE                   | 0 – 6           | Siófok                        |
| Kozármisleny              | 5 – 1           | Diósdi                        |
| Monor                     | 2 – 4 (dts)     | Balmazújváros                 |
| Dunaharaszti MTK          | 1 – 2           | Békéscsaba                    |
| Tatabánya                 | 2 – 3 (dts)     | Szeged 2011                   |
| Püspökladányi LE          | 1 – 2 (dts)     | Győrsövényház SE              |
| Mórahalom                 | 3 – 2           | Maglód                        |
| Nyírbátori FC             | 1 – 5           | VAC Budapest                  |
| Jászfényszaru VSE         | 0 – 1           | Baja                          |
| Kisújszállási SE          | 1 – 3           | Tiszaújváros                  |
| Alsózsolcai KSC           | 2 – 3           | Velence                       |
| Nőtincs SE                | 5 – 1           | II. Rákóczi Ferenc SE Szakoly |
| Iváncsa                   | 1 – 0           | Hajdúböszörményi TE           |
| Hatvan                    | 2 – 3           | Csákvári TK                   |
| Csepel                    | 12 – 0          | Létavértes                    |
| Körmendi FC               | 0 – 5           | Gyirmót                       |
| Majosi SE                 | 0 – 8           | Cegléd                        |
| Sárosd NSK                | 3 – 2           | Mosonmagyaróvári              |
| Ikarus Budapest SE        | 1 – 0           | Kondorosi TE                  |
| Sárisáp-TASK              | 1 – 2           | Jászapáti                     |
| Cigánd SE                 | 2 – 3           | Szigetszentmiklós             |
| Soltvadkert               | 2 – 0           | Ebes KKSE                     |
| Pétervására SE            | 1 – 2           | BKV Előre                     |
| Balatoni Vasas SE         | 0 – 0 (4–5 dcr) | Fertőszentmiklós SE           |
| Veresegyhaz VSK           | 0 – 7           | Bölcskei                      |
| Mezőkovácsházi TE         | 0 – 7           | Mezőkövesd-Zsóry              |
| Sajóbábony Vegyész        | 5 – 2           | Nagybajomi AC                 |
| Gyulaháza KSE             | 0 – 3           | Ajka-Padragkút                |
| Kisvárda                  | 4 – 1           | Tököl Városi SK               |
| Celldömölki VSE           | 3 – 0           | Sárvári FC                    |
| Kunszállás                | 1 – 8           | Rákosmenti Községi SK-Rojik   |
| Semjénháza SE             | 2 – 4           | Szegedi EOL                   |
| Orosháza                  | 0 – 1           | Dunaújváros                   |
| 10 agosto 2014            |                 |                               |
| Tevel SE                  | 7 – 2           | Csetény SE                    |
| Nagykáta SE               | 0 – 4           | Balatonfüred                  |
| Taksony SE                | 1 – 3           | Szolnok                       |
| Himesháza KSE             | 2 – 1           | Csácsbozsok-Nemesapáti        |
| Babócsa SE                | 0 – 2 (dts)     | Kazincbarcika                 |
| Fűzfői AK                 | 0 – 6           | Vecsés                        |
| Szerencs VSE              | 3 – 1           | Komlói Bányász                |
| Tatai AC                  | 3 – 9           | Salgótarján                   |
| Dabas                     | 1 – 3           | ESMTK Budapest                |
| Kótaj SE                  | 0 – 1           | REAC                          |
| Répcelak                  | 0 – 1           | Nagyatádi                     |
| Gyöngyösi AK              | 2 – 3           | Putnok                        |
| Taliándörögd-Halimba SE   | 0 – 2           | Veszprém                      |
| Győrszemere               | 1 – 2           | Kaposvár                      |
| Voyage FC                 | 1 – 2           | Várfürdő-Gyulai Termál FC     |
| 12 agosto 2014            |                 |                               |
| Felsőtárkány              | 2 – 1           | Paks                          |
| Tarr Sprint Andráshida SC | 1 – 3           | Puskás Akadémia               |
| Szentlőrinci              | 0 – 2           | MTK Budapest                  |
| 13 agosto 2014            |                 |                               |
| Dorog                     | 1 – 4           | Szombathelyi AK               |
| Kalocsai                  | 0 – 8           | Nyíregyháza                   |
| Szászvári SE Nyuszi       | 0 – 3           | Pécs                          |
| Soroksár                  | 2 – 0           | Lombard Pápa                  |
| Budaörs                   | 1 – 3           | Újpest                        |
| Nyíradony VVTK            | 0 – 8           | Kecskemét                     |
| Tolle UFC Szekszárd       | 0 – 3           | Debrecen                      |
| Csorna                    | 0 – 2           | Honvéd                        |
| Hévíz                     | 0 – 8           | Ferencváros                   |
| Testvériség SE            | 0 – 7           | Videoton                      |
| Vasas                     | 0 – 4           | Diósgyőr                      |
| 27 agosto 2014            |                 |                               |
| Soproni VSE               | 0 – 1           | Győri ETO                     |

## Secondo turno
I sorteggi per il secondo turno si sono tenuti il 15 agosto 2014.
| Squadra 1                   | Risultato | Squadra 2                 |
| --------------------------- | --------- | ------------------------- |
| 2 settembre 2014            |           |                           |
| Nagyatádi                   | 2 – 0     | Veszprém                  |
| 9 settembre 2014            |           |                           |
| Békéscsaba                  | 3 – 1     | Siófok                    |
| Tiszaújváros                | 0 – 3     | Mezőkövesd-Zsóry          |
| Felsőtárkány                | 0 – 1     | Honvéd                    |
| Himesháza KSE               | 0 – 13    | Újpest                    |
| Orosháza                    | 1 – 5     | Puskás Akadémia           |
| Tevel SE                    | 2 – 7     | MTK Budapest              |
| Velence                     | 1 – 2     | Kaposvár                  |
| Szeged 2011                 | 0 – 1     | Szigetszentmiklós         |
| 10 settembre 2014           |           |                           |
| Szerencs VSE                | 0 – 10    | ESMTK Budapest            |
| Szegedi EOL                 | 1 – 4     | Pécs                      |
| Soltvadkert                 | 1 – 6     | BKV Előre                 |
| Sárosd NSK                  | 1 – 2     | Salgótarján               |
| Sajóbábony Vegyész          | 2 – 1     | Nőtincs SE                |
| Rákosmenti Községi SK-Rojik | 0 – 8     | Videoton                  |
| Putnok                      | 1 – 3     | Győri ETO                 |
| Mórahalom                   | 0 – 6     | Debrecen                  |
| Kozármisleny                | 2 – 1     | Balmazújváros             |
| Kisvárda                    | 2 – 0     | Cegléd                    |
| Kazincbarcika               | 4 – 1     | REAC                      |
| Jászapáti                   | 3 – 1     | Várfürdő-Gyulai Termál FC |
| Iváncsa                     | 0 – 4     | Diósgyőr                  |
| Ikarus Budapest SE          | 1 – 5     | Csákvári TK               |
| Győrsövényház SE            | 0 – 8     | Nyíregyháza               |
| Fertőszentmiklós SE         | 0 – 7     | Szombathelyi AK           |
| Csepel                      | 3 – 4     | Szolnok                   |
| Celldömölki VSE             | 0 – 4     | Ajka-Padragkút            |
| Bölcskei                    | 0 – 4     | Gyirmót                   |
| Balatonfüred                | 1 – 2     | VAC Budapest              |
| Baja                        | 1 – 4     | Soroksár                  |
| Zalaegerszeg                | 2 – 3     | Kecskemét                 |
| Vecsés                      | 1 – 6     | Ferencváros               |

## Terzo turno
I sorteggi per il terzo turno si sono tenuti il 15 settembre 2014.
| Squadra 1          | Risultato   | Squadra 2       |
| ------------------ | ----------- | --------------- |
| 23 settembre 2014  |             |                 |
| BKV Előre          | 1 – 3       | Honvéd          |
| Kazincbarcika      | 1 – 2       | Csákvári TK     |
| Kozármisleny       | 0 – 5       | Pécs            |
| Nagyatádi          | 0 – 2       | Szolnok         |
| Szigetszentmiklós  | 1 – 2       | Videoton        |
| 24 settembre 2014  |             |                 |
| ESMTK Budapest     | 0 – 3       | Ferencváros     |
| Ajka-Padragkút     | 2 – 1       | Soroksár        |
| Jászapáti          | 0 – 9       | MTK Budapest    |
| Kisvárda           | 3 – 2       | Nyíregyháza     |
| Puskás Akadémia    | 0 – 2       | Debrecen        |
| Sajóbábony Vegyész | 1 – 4       | Diósgyőr        |
| Salgótarján        | 1 – 3       | Békéscsaba      |
| VAC Budapest       | 5 – 2 (dts) | Kecskemét       |
| Újpest             | 2 – 0       | Szombathelyi AK |
| Mezőkövesd-Zsóry   | 1 – 2       | Győri ETO       |
| Gyirmót            | 1 – 0       | Kaposvár        |

## Ottavi di finale
I sorteggi per gli ottavi di finale si sono tenuti il 6 ottobre 2014.
| Squadra 1       | Risultato       | Squadra 2    |
| --------------- | --------------- | ------------ |
| 28 ottobre 2014 |                 |              |
| Videoton        | 2 – 1           | Diósgyőr     |
| 29 ottobre 2014 |                 |              |
| Ajka-Padragkút  | 1 – 1 (3–5 dcr) | Újpest       |
| Kisvárda        | 4 – 0           | VAC Budapest |
| Pécs            | 1 – 0           | Debrecen     |
| Szolnok         | 2 – 1           | MTK Budapest |
| Honvéd          | 0 – 0 (1–3 dcr) | Ferencváros  |
| Csákvári TK     | 2 – 1           | Békéscsaba   |
| Gyirmót         | 2 – 0           | Győri ETO    |

## Quarti di finale
I sorteggi per i quarti di finale si sono tenuti il 9 novembre 2014.
| Squadra 1                | Totale | Squadra 2   | Andata | Ritorno |
| ------------------------ | ------ | ----------- | ------ | ------- |
| 4 marzo / 1º aprile 2015 |        |             |        |         |
| Ferencváros              | 10 – 0 | Csákvári TK | 5 – 0  | 5 – 0   |
| Gyirmót                  | 0 – 4  | Újpest      | 0 – 0  | 0 – 4   |
| Videoton                 | 5 – 1  | Pécs        | 2 – 1  | 3 – 0   |
| Kisvárda                 | 2 – 4  | Szolnok     | 1 – 3  | 1 – 1   |

## Semifinali
| Squadra 1          | Totale | Squadra 2   | Andata | Ritorno |
| ------------------ | ------ | ----------- | ------ | ------- |
| 7 / 29 aprile 2015 |        |             |        |         |
| Szolnok            | 1 – 3  | Ferencváros | 0 – 2  | 1 – 1   |
| 8 / 28 aprile 2015 |        |             |        |         |
| Videoton           | 5 – 1  | Újpest      | 1 – 0  | 4 – 1   |

## Finale
| Arbitro: | Zoltán Iványi |

|  |           |                                                      |
|  | Marcatori | 53’ Batik 60’ Varga 69’ Lamah 86’ (autogol) Szolnoki |